# ميخائيل بتروف (لاعب كرة قدم)
ميخائيل بتروف هو لاعب كرة قدم بلغاري في مركز الوسط، ولد في 1 يوليو 1986 في بلغاريا. لعب مع أكاداميك صوفيا وبوتيف فراتسا ونادي دوبرودزا دوبريتش.

## وصلات خارجية
- ميخائيل بتروف (لاعب كرة قدم) على موقع قاعدة بيانات كرة القدم.إي يو (الإنجليزية)
- ميخائيل بتروف (لاعب كرة قدم) على موقع Soccerway.com (الإنجليزية)